# أندرو ريتشي
أندرو ريتشي (بالإنجليزية: Andrew Ritchie)‏ هو شخصية أعمال ومهندس بريطاني، ولد في 1947.